# Vĩnh Hưng, Vĩnh Lộc
Vĩnh Hưng là một xã thuộc huyện Vĩnh Lộc, tỉnh Thanh Hóa, Việt Nam.

## Lịch sử
Trước năm 1953, xã Vĩnh Hưng ngày nay là một phần của xã Vĩnh Phúc (thuộc huyện Vĩnh Lộc).
Tháng 11 năm 1953, xã Vĩnh Phúc được chia thành 3 xã Vĩnh Phúc, Vĩnh Long và Vĩnh Hưng.
Năm 1977, huyện Vĩnh Thạch được thành lập trên cơ sở hợp nhất 2 huyện Vĩnh Lộc và Thạch Thành, xã Vĩnh Hưng thuộc huyện Vĩnh Thạch. Tuy nhiên đến năm 1982, chia huyện Vĩnh Thạch thành các huyện như cũ, xã Vĩnh Hưng trở lại thuộc huyện Vĩnh Lộc.

## Địa lý
Xã Vĩnh Hưng nằm bên bờ tả sông Bưởi, ở phía bắc huyện Vĩnh Lộc, có vị trí địa lý:
- Phía đông giáp huyện Thạch Thành
- Phía tây giáp các xã Vĩnh Long, Vĩnh Phúc
- Phía nam giáp xã Vĩnh Hòa
- Phía bắc giáp huyện Thạch Thành.

Xã Vĩnh Hưng có diện tích tự nhiên 15,73 km², dân số năm 2019 là 5.633 người, mật độ dân số đạt 358 người/km².

## Hành chính
Xã Vĩnh Hưng được chia thành 8 thôn, đánh số từ 1 đến 8.